# Smartbomb EP
Smartbomb EP es el primer lanzamiento de la banda de industrial y Cyberpunk canadiense Left Spine Down. El álbum fue lanzado el 26 de junio de 2007 de forma independiente a través del sitio oficial de la banda, iTunes y Amazon.com. El EP contiene solo cuatro pistas, que pueden ser escuchadas en el Myspace de la banda, Last.fm y Vampirefreaks.com.

## Pistas
1. "Last Daze" (4:07)
2. "Reset" (4:26)
3. "Hang Up" (5:26)
4. "Ready or not" (3:53)